# Microaugyles mundulus
Microaugyles mundulus är en skalbaggsart som först beskrevs av Henry Clinton Fall 1920.  Microaugyles mundulus ingår i släktet Microaugyles och familjen strandgrävbaggar. Inga underarter finns listade i Catalogue of Life.